# Saline (usine)
Pour les articles homonymes, voir Saline.

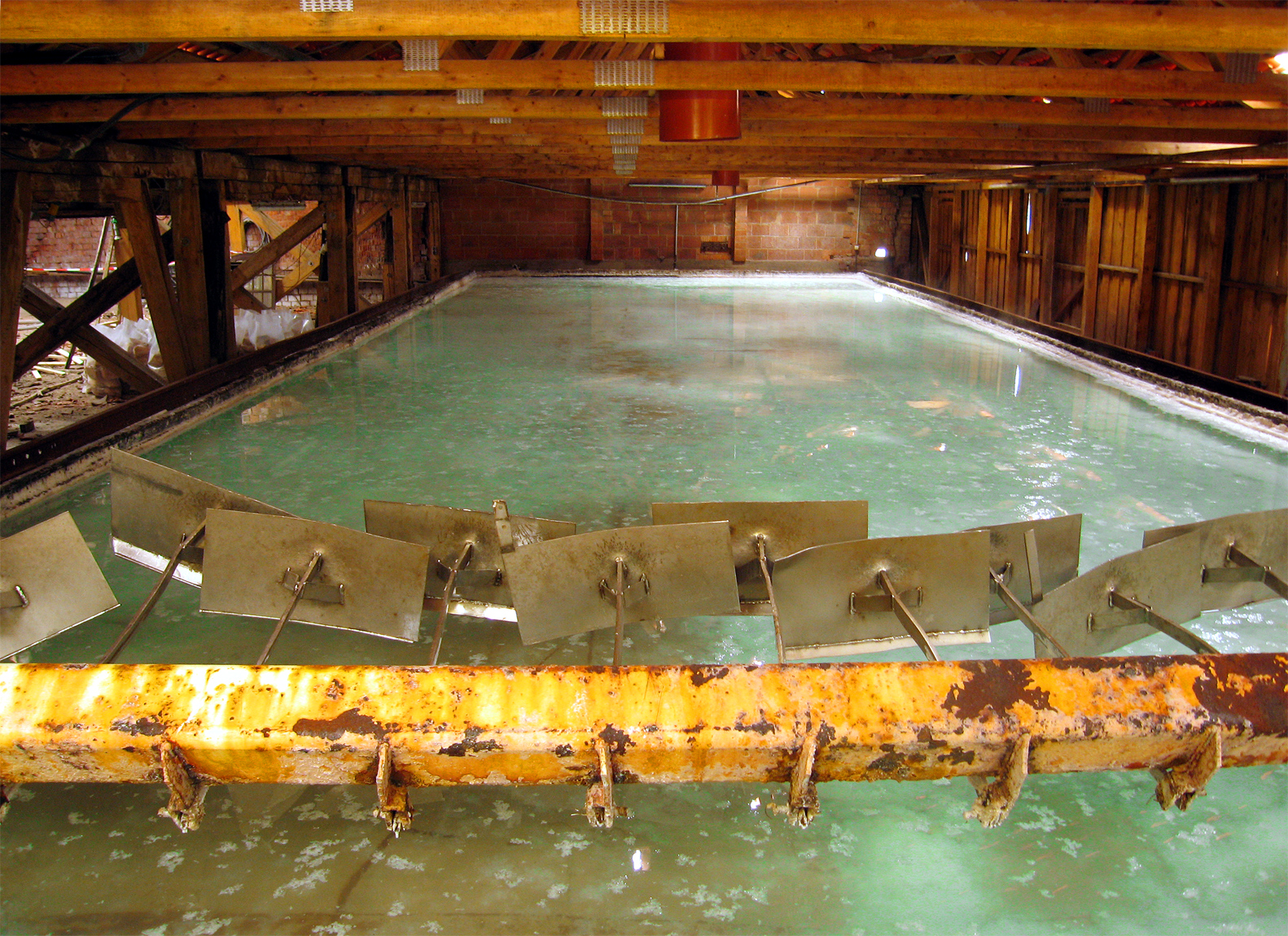
Bassin de récolte du sel par raclage de la à Göttingen-Grone (Allemagne), dernière saline industrielle en activité en Europe.

Une saline est une installation autrefois artisanale mais aujourd'hui principalement industrielle destinée à l'extraction du sel par chauffage d'une saumure (par ex.: la Saline royale d'Arc-et-Senans et les Salines de Salins-les-Bains) ou par évaporation sur des murs de charpente remplis de petits fagots le long desquels vient ruisseler l'eau gorgée de sel, comme à Bad Kreuznach, ou bien encore les deux méthodes concomitamment comme à la saline de Schwäbisch Hall.

## Liste de salines en France
Salines du Jura :
- Saline royale d'Arc-et-Senans
- Salines de Salins-les-Bains
- Salines de Lons-le-Saunier
- Salines de Montmorot
- Saline de Montaigu
- Salines de Grozon
- Saline de Poligny

Salines du Doubs :
- Saline de Châtillon-le-Duc
- Saline de Miserey
- Saline de Montferrand
- Saline de Pouilley
- Saline de Saint-Hippolyte
- Saline de Serre-les-Sapins
- Saline de Soulce

Salines de Haute-Saône :
- Salines de Gouhenans
- Salines de Saulnot
- Salines de Mélecey
- Saline de Scey-sur-Saône

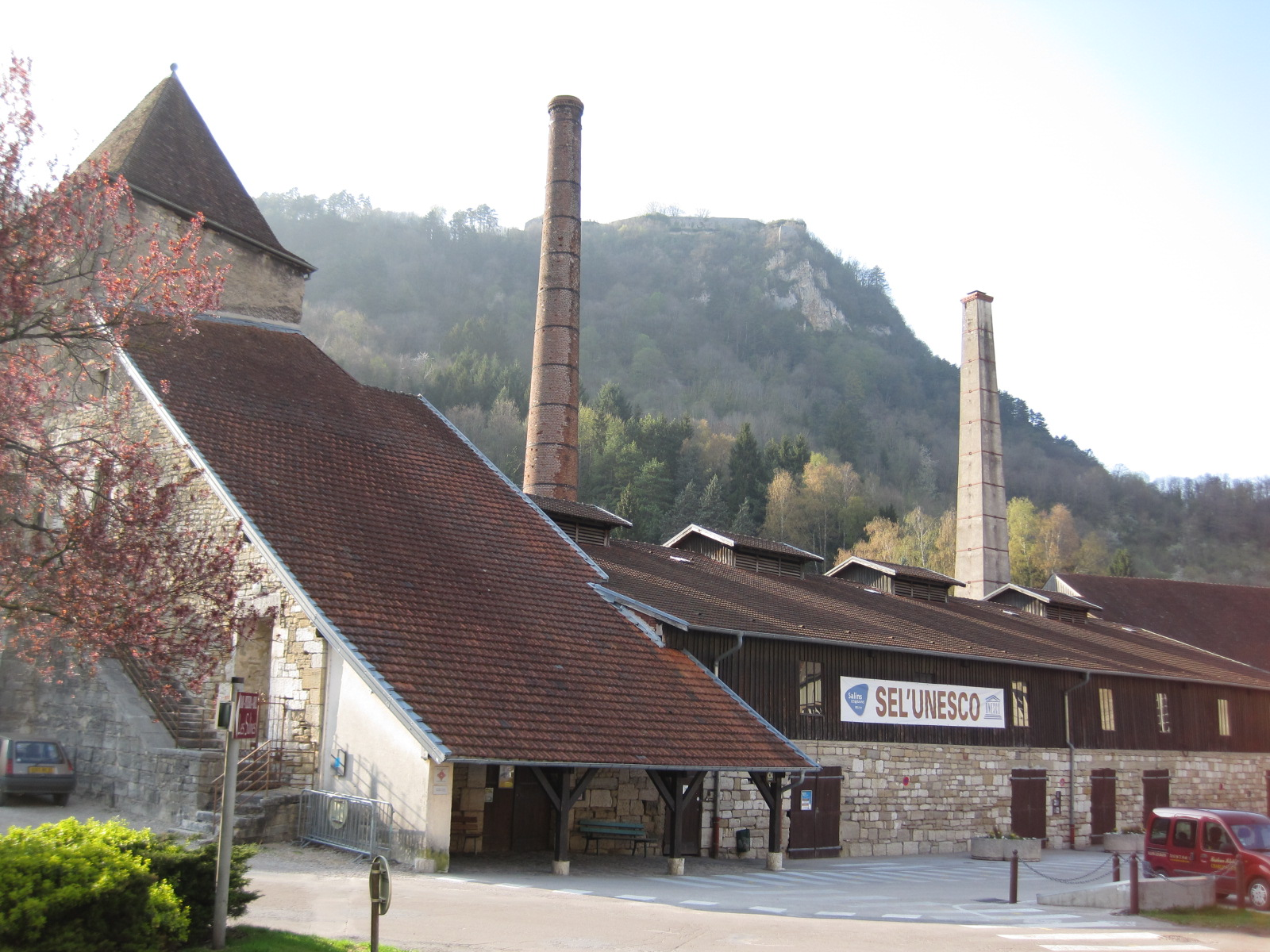
Salines de Salins-les-Bains.

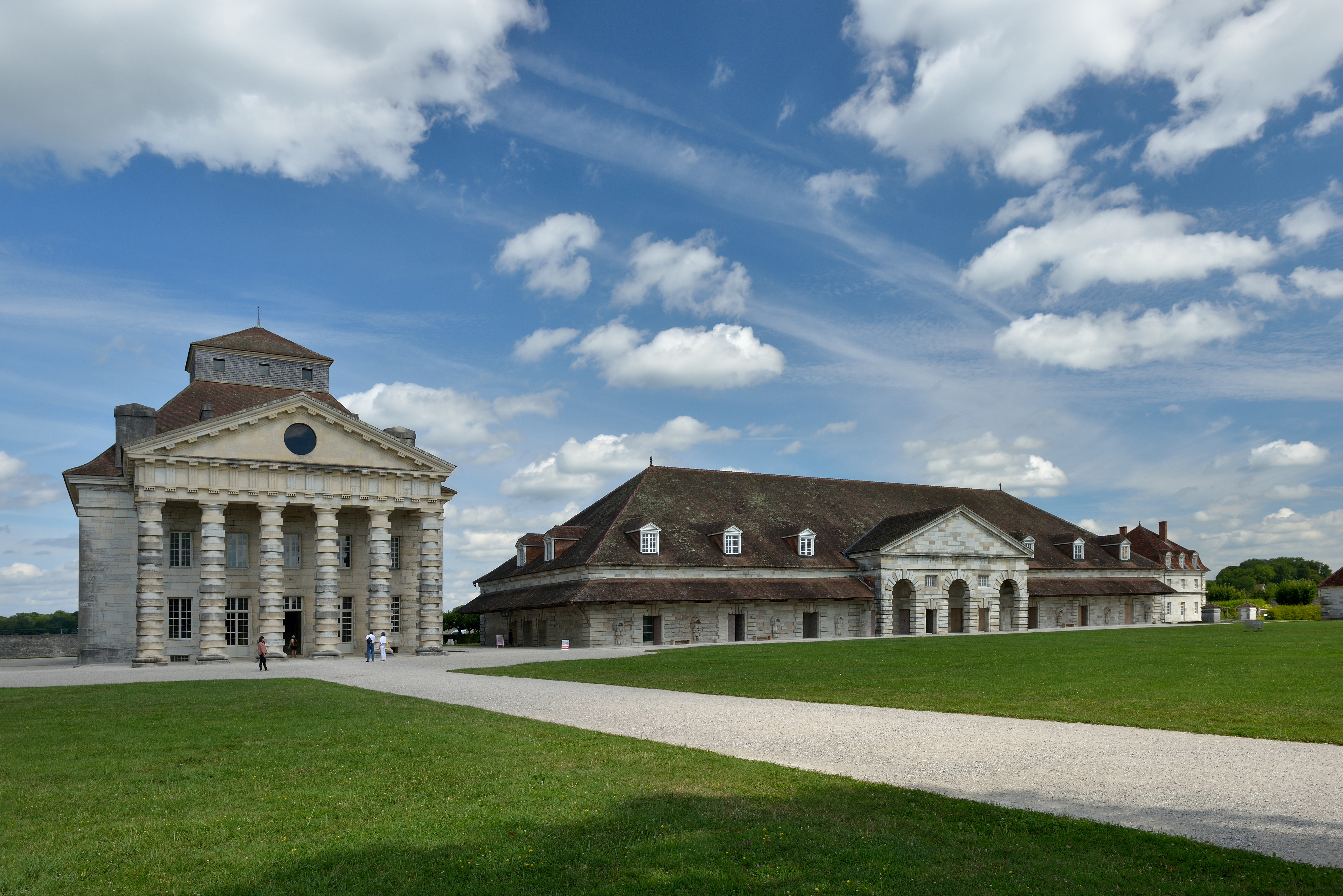
Saline royale d'Arc-et-Senans.

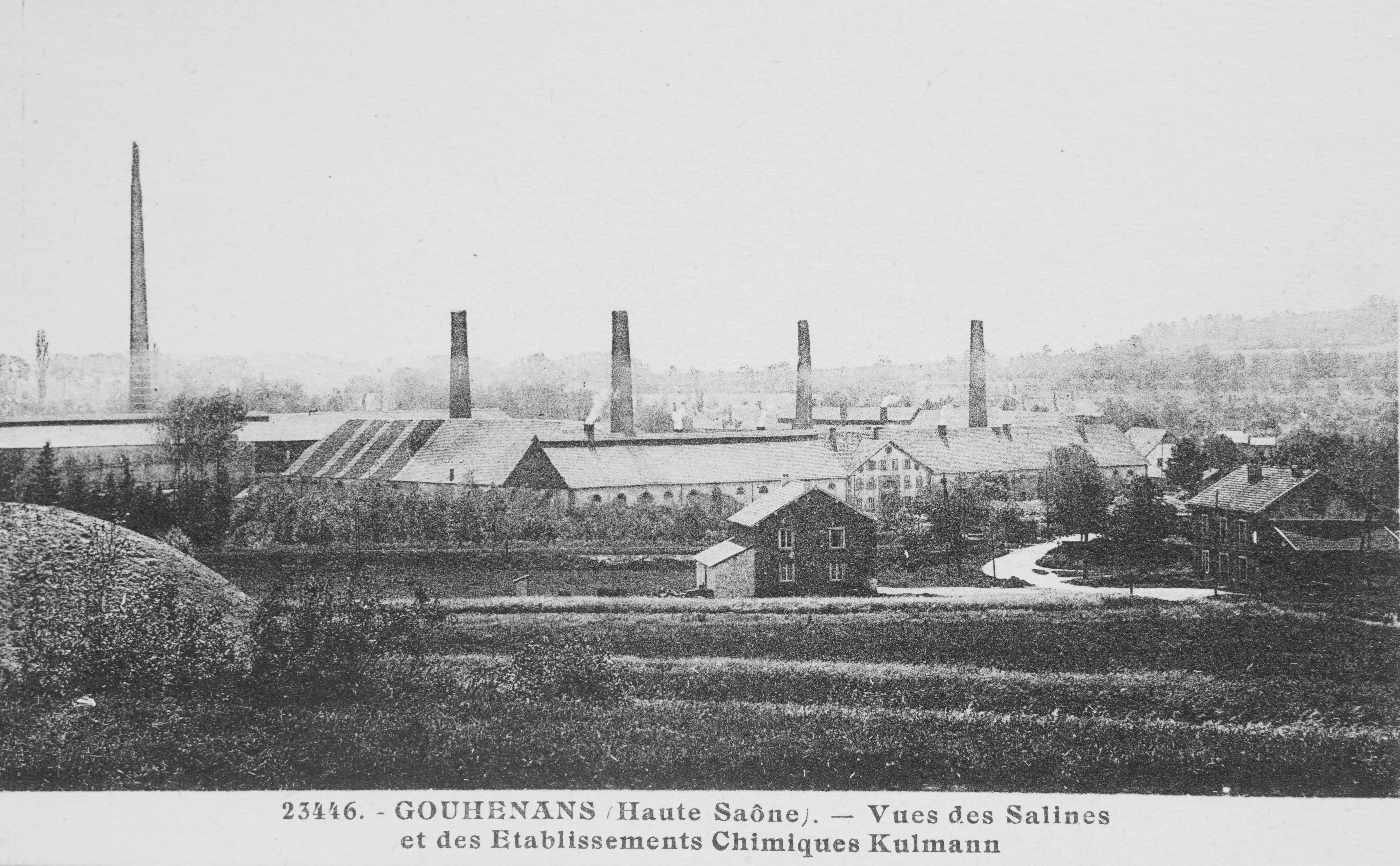
Vue générale de la saline de Gouhenans.
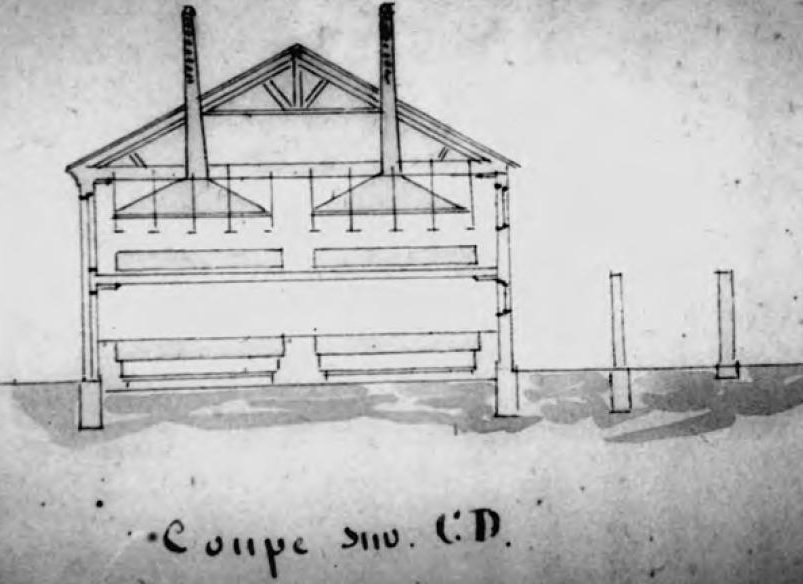
Vue en coupe du bâtiment d'évaporation de la saline de Mélecey.
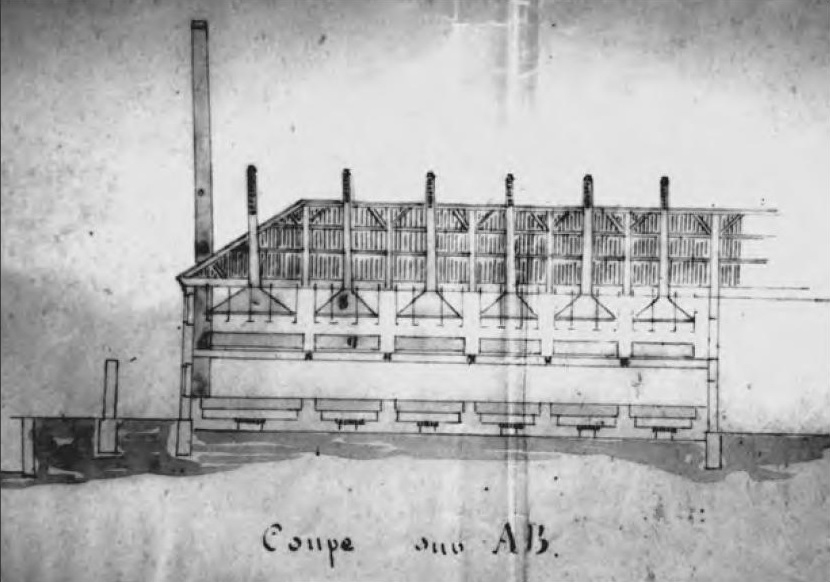
Autre coupe du même bâtiment.
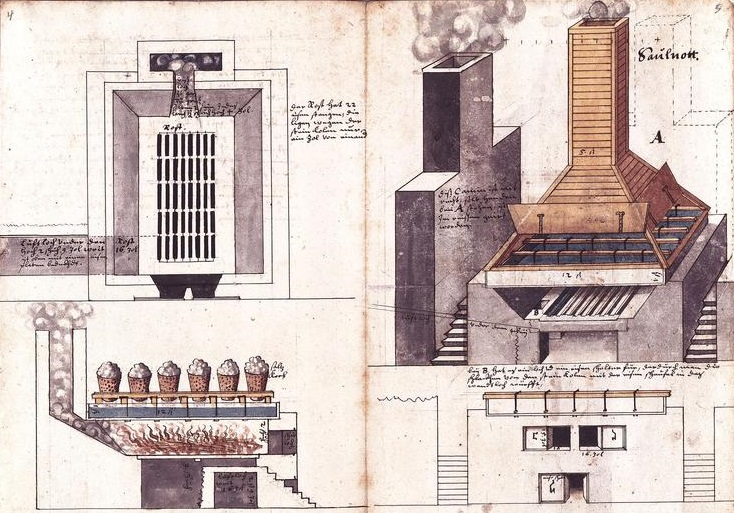
Un four à charbon de la saline de Saulnot (1593).

Meurthe-et-Moselle
- Saline de Art-sur-Meurthe
- Saline de Crévic
- Saline de Dombasle-sur-Meurthe
- Saline de Einville-au-Jard
- Saline de Laneuveville-devant-Nancy
- Saline de Maixe
- Saline de Rosières-aux-Salines
- Saline de Sommerviller
- Saline de Tomblaine
- Saline de Varangéville

Moselle
- Saline de Chambrey
- Saline de Château-Salins
- Saline de Dieuze
- Saline de Marsal
- Saline de Moyenvic
- Saline de Saléaux à Ley
- Saline de Salonnes
- Saline de Vic-sur-Seille

Histoire des salines de Savoie
- Salines Royales de Moûtiers

## Liste des salines de Suisse
- Saline de Bex
- Salines suisses

## Liste des salines d'Allemagne
Hall, Hal ou Halle, probablement d'origine celtique, est un élément de nombreux toponymes germaniques indiquant l'extraction du sel à partir de la saumure naturelle ou l'exploitation de mines de sel.
- Saline de Bad Reichenhall
- Saline de Schwäbisch Hall
- Saline Luisenhall (de) à Göttingen-Grone
- Saline Salzliebenhalle (de) à Salzgitter-Bad
- Saline de Bad Friedrichshall
- Saline de Berchtesgaden (de) à Berchtesgaden
- Saline Gottesgabe (de) à Rheine
- Saline de Königsborn (de) à Unna-Königsborn
- Saline de Salzkotten (de) à Salzkotten
- Saline de Traunstein (de) à Traunstein

## Liste des salines d'Autriche
- Saline de Hall en Tyrol
- Saline de Hallein
- Saline de Hallstatt